# ملعب سان مارتين
ملعب سان مارتين (بالإنجليزية: Estadio San Martín)‏ هو ملعب كرة قدم يقع في الأرجنتين، يتسع لـ 12,000 متفرج.

## التاريخ
تم افتتاحه في 1 أبريل 1956 ، وهو يستوعب 12000 متفرج. أبعاده 70 م × 100 م.
يحتوي الاستاد على موقف للسيارات ومغسلة ومطبخ ومطعم وغرفة اجتماعات وخدمات صحية.

## روابط خارجية
- معلومات الملعب باللغة الإسبانية.